# Blaž Repe
Blaž Repe, slovenski geograf, * 22. junij 1972, Ljubljana.
Repe predava na oddelku za geografijo Filozofske fakultete v Ljubljani. Njegovo raziskovalno in pedagoško območje obsega Geografijo prsti, Geografijo rastlinstva ter Geografske informacijske sisteme.
Doktoriral je leta 2006 pod mentorstvom Franca Lovrenčaka, njegova doktorska disertacija nosi naslov Pedogeografska karta in njena uporabnost v geografiji.
Med leti 2012 in 2014 je bil predstojnik ljubljanskega Oddelka za geografijo ter med leti 2009 in 2013 predsednik Ljubljanskega geografskega društva.